# Enrique Ángel Crespo Calatrava
Enrique Ángel Crespo Calatrava   (Manises, 1968) és un polític valencià, alcalde de Manises de 1999 a 2012.
Llicenciat en Econòmiques per la Universitat de València, Enrique Crespo milita al Partit Popular (PP) amb el qual guanyà l'alcaldia del seu municipi a les eleccions de 1999 esdevenint així en el primer candidat popular en trencar el poder socialista als municipis de l'anomenat "cinturó roig" de València. També ha sigut diputat provincial de València, primer al front de Cultura i des de 2003 d'Infraestructures i Medi Ambient. El president Alfonso Rus el nomenà vicepresident de la Diputació de València el 2007. Abandonà tots els càrrecs el febrer de 2012 per les acusacions de corrupció al voltant de l'anomenta cas Emarsa.

## Corrupció política

### Cas Emarsa
Enrique Crespo està imputat en l'anomenat Cas Emarsa com a president d'aquesta empresa pública de tractament d'aigües residuals. Amb la liquidació per fallida econòmica de l'empresa Emarsa el juliol de 2010, es va descobrir l'existència d'un forat de 17 milions d'euros el que propicià l'apertura del cas en el qual s'acusa a Crespo i una quinzena de persones de malversació, estafa continuada i delictes societaris.
El desembre de 2011 fou agraciat amb un important premi de la Loteria de Nadal, pel qual el jutge del cas demanà que digués quant havia guanyat. Aleshores, poques hores després de sortir als mitjans de comunicació anunciant la seua sort, Crespo va dir que tenia un sol dècim amb aquest número. Crespo es va negar a dimitir com a alcalde de Manises després que els 9 regidors de l'oposició li ho demanaren. Finalment deixà tots els càrrecs el febrer de 2012.

### Cas d'unes obres sense concurs
El 13 de març de 2014, la Fiscalia de València estima la demanda del portaveu del PSPV a l'Ajuntament de Manises i considera que existeixen indicis de possibles delictes contra l'Administració pública de prevaricació i malversació de cabals públics.